# Luigi Faita
Luigi Faita (Tavernole sul Mella, 18 settembre 1922 – ...) è stato un calciatore italiano, di ruolo attaccante.

## Carriera
Cresciuto nelle giovanili del Brescia, resta tra le riserve delle Rondinelle fino al 1943, senza mai esordire. Partecipa poi al Campionato Alta Italia 1943-1944 con il Mantova, disputando 6 partite con due reti.
Era riconosciuto come Faita II, Giuseppe Faita I ha giocato con lui nel Catania, entrambi nati nel 1922, Luigi era di otto mesi più giovane.
Terminata la guerra, prosegue l'attività con un biennio in Serie C nelle file del Fiorenzuola. Nel 1947 viene ingaggiato dal Catania, sempre in terza serie, e con gli etnei ottiene la promozione in Serie B. Tuttavia non viene riconfermato, e prosegue la carriera con Crotone e Agrigento prima di tornare nel Bresciano con l'Orsa Iseo.
Conclusa la sua carriera trovò lavoro come operaio specializzato in uno stabilimento metallurgico di Brescia. Tornò sui giornali per una vicenda di cronaca: il 23 aprile 1961 uccise con tre colpi di pistola il fratello Giuseppe, affetto da sclerosi laterale amiotrofica. Nel gennaio del 1962 una giuria francese di Colmar, riconoscendo la richiesta di eutanasia, lo assolse dall'accusa di omicidio.

## Palmarès

### Club

#### Competizioni nazionali
- Serie C: 1

Catania: 1947-1948